# Gerrit Schimmelpenninck
Gerrit Schimmelpenninck (Amsterdam, 25 febbraio 1794 – Arnhem, 4 ottobre 1863) è stato un politico olandese, primo ministro dei Paesi Bassi dal 25 marzo 1848 al 17 maggio 1848.

## Biografia
Dopo aver prestato servizio nelle rappresentanze diplomatiche olandesi a San Pietroburgo e Londra, nel 1848 venne chiamato dal re Guglielmo II a presiedere il Consiglio dei Ministri.
Qualche settimana dopo l'inizio del suo incarico Schimmelpenninck, che tenne per sé anche il portafoglio degli Esteri e delle Finanze, propose una nuova costituzione che, secondo il modello inglese, avrebbe impedito al re di sciogliere il Senato.
La proposta venne respinta da alcuni ministri del suo governo e Schimmelpenninck si dimise.